# Гришко Іван Сафонович
Іван Сафонович Гришко (25 березня 1890 — † після 1929) — полковник Армії УНР.

## Життєпис
Народився у с. Вітків Томашівського повіту Холмської губернії. Закінчив кавалерійське училище, служив в 11-му уланському Чугуївському полку (Дубно), у складі якого брав участь у Першій світовій війні.
У 1920—1921 рр. — старшина штабу 1-ї Запорізької дивізії Армії УНР. У 1920-х рр. виїхав на Радянську Україну. У 1929 р. ув'язнений на Соловках. Батько літературознавця Василя Гришка.